# Laeticia Pétronie Ateba Engadi
Laeticia Pétronie Ateba Engadi, née le 1er décembre 2001 à Nkoteng, est une handballeuse camerounaise évoluant au poste d'arrière gauche.

## Biographie
Laeticia Ateba naît le 1er décembre 2021 à Nkoteng où elle grandit. Sa mère a pratiqué le handball à un niveau amateur.

### Carrière en club
Laeticia Ateba évolue en club à la Fondation André Nziko (FANZ).

### Carrière en sélection
Laeticia Ateba intègre l'équipe du Cameroun en 2019 et est convoquée pour disputer les éliminatoires pour les Jeux africains de 2019. Elle dispute le Championnat d'Afrique des nations féminin de handball 2021 à Yaoundé ; les Camerounaises perdent en finale contre l'Angola. Elle dispute ensuite le Championnat du monde féminin de handball 2021 en Espagne, le Championnat d'Afrique des nations féminin de handball 2022 à Dakar et le Championnat du monde féminin de handball 2023.

## Palmarès

### En sélection
Championnats d'Afrique
- Médaille d'argent au championnat d'Afrique 2021.
- Médaille d'argent au championnat d'Afrique 2022.